# Capasa subaurantiaca
Capasa subaurantiaca là một loài bướm đêm trong họ Geometridae.